# Ivica Šurjak
Ivan "Ivica" Šurjak (né le 23 mars 1953 à Split) est un footballeur croate, international yougoslave qui achève sa carrière en 1985 en refusant des offres du Real Madrid et du New York Cosmos. Attaquant, il brillait surtout par ses débordements sur les ailes. 

## Biographie
Ivica Šurjak débute avec l'équipe fanion de Hajduk à 17 ans et demi face au Partizan, champion en titre. Hajduk s'impose 2-1, Šurjak signant le but victorieux. Avec Hajduk, il gagne de nombreux titres et atteint les 1/2 finales de la Coupe d'Europe des Vainqueurs de Coupe en 1973.
Il fait partie de la sélection yougoslave lors de la Coupe du Monde en 1974 en Allemagne et sera finalement sélectionné à 54 reprises en équipe nationale, prenant aussi part à la phase finale de la Coupe du Monde en 1982 en Espagne et au Championnat d'Europe des Nations en 1976.
Ivica Šurjak tente sa chance à l'étranger à 28 ans (l'âge où les joueurs yougoslaves étaient autorisés à quitter leur pays pour jouer à l'étranger) au Paris SG. Il effectue une très bonne saison, participant activement à la conquête du premier titre du club parisien en signant notamment deux passes décisives en finale de la coupe de France en 1982 pour une victoire aux tirs au but (6-5) après un score final de 2-2. Il signe ces deux passes décisives consécutivement à des débordements sur l'aile : le premier à gauche, l'autre à droite.
Il tentera ensuite sa chance en Serie A à l'Udinese (6e en 1983 et 9e en 1984) et en Liga au Real Saragosse (10e en 1985) où il conclut sa carrière professionnelle.

## Palmarès

### En club
- Champion de Yougoslavie en 1974, en 1975 et en 1979 avec Hajduk Split
- Vainqueur de la Coupe de Yougoslavie en 1972, en 1973, en 1974, en 1976 et en 1977 avec Hajduk Split
- Vainqueur de la Coupe de France en 1982 avec le Paris Saint-Germain

### EnÉquipe de Yougoslavie
- 54 sélections et 10 buts entre 1973 et 1982
- Participation à la Coupe du Monde en 1974 (Deuxième Tour) et en 1982 (Premier Tour)
- Participation au Championnat d'Europe des Nations en 1976 (4e)

### Distinction individuelle
- Élu meilleur footballeur yougoslave de l'année en 1976

## Source
- Marc Barreaud, Dictionnaire des footballeurs étrangers du championnat professionnel français (1932-1997), L'Harmattan, 1997.